# БГ+
Вижте пояснителната страница за други значения на Българе.
БГ+ е български телевизионен канал.

## История
Каналът започва излъчване на 26 февруари 2019 г. Основана е от създателя и продуцент на Национален фолклорен ансамбъл „Българе“ Христо Димитров. Телевизията работи в подкрепа на българския дух, култура, история, изкуство, традиции и фолклор. Авторекламите на телевизията са записани с гласа на българския актьор Виктор Танев.
Телевизия „Българе“ заменя телевизия „In LIFE TV“, която стартира като онлайн телевизия от февруари 2015 г., а през март 2016 г. получава лиценз от СЕМ за кабелна и сателитна телевизия, като стартира официално излъчване на 1 май 2016.
През март 2022 г. телевизия „Българе“ променя своето име на „БГ+“.

## Предавания
- Сутрешен блок „По – иначе“ с водещ Гергана Стоянова
- Нощен блок „Срещи в полунощ“
- Следобеден блок „Срещи с българското кино“
- В кафенето на Бай Сандо
- „В търсене на истината“ с водещ Христо Димитров
- Уроци по фолклорни танци с ансамбъл „Българе“
- Фолкнетика с ансамбъл „Българе“
- Чаршията
- Българе в действие
- Българ
- Истина или пълни глупости
- 100% реалити
- Изборът
- Молитва за България
- ТВ Българе на море
- Из България с ТВ Българе
- Човекът и свръхчовешкото с Краси Георгиев
- Часът на кмета
- Винена одисея
- Съвременни незнайни войни
- Как се прави това
- Щури родители
- Духът на българката
- Визия 0
- Памет българска
- На среща с Цвети Радойчева